# José Simões de Almeida (Tio)

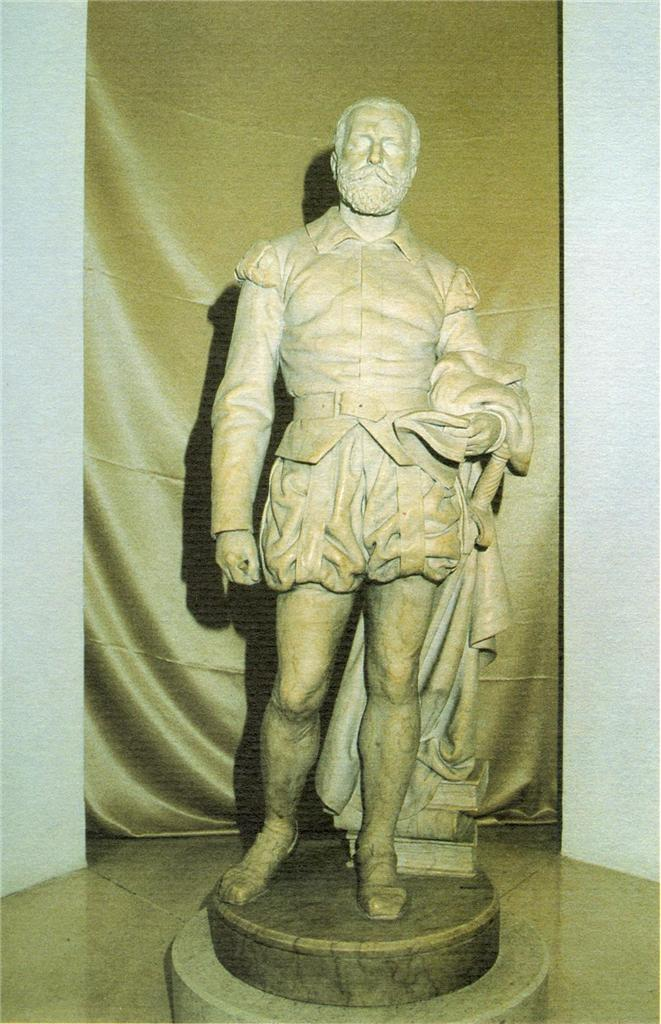
Estátua de Camões.

José Simões de Almeida Júnior (Figueiró dos Vinhos, Figueiró dos Vinhos, 24 de abril de 1844 – Amadora, Oeiras, 13 de Dezembro de 1926), também referido como José Simões de Almeida (Tio), para o distinguir do sobrinho homónimo e seu afilhado de batismo, José Simões de Almeida (Sobrinho), e que foi um escultor português tal como ele. Tem uma biblioteca com o seu nome em Figueiró dos Vinhos.

## Biografia
Nasceu em Figueiró dos Vinhos a 24 de abril de 1844. Era filho do fundidor de ferro José Simões de Almeida e de Ana da Conceição, doméstica, também naturais de Figueiró dos Vinhos.
Com doze anos de idade matriculou-se na Escola de Belas-Artes de Lisboa. Ali foi discípulo de Assis Rodrigues e de Víctor Bastos, e, em pouco tempo, alcançou uma posição de relevo nas lides académicas.
Concluiu o curso em 1865, com uma elevada classificação, o que lhe permitiu receber do governo uma bolsa de estudos e foi aperfeiçoar-se para a Itália. Passando pela França, aproveitou a estadia nesse país para cursar a Escola Imperial de Belas-Artes, onde se conservou até 1870, sob a orientação profissional do escultor Jouffroy. De tal maneira se houve nos estudo ali realizados que lhe foram conferidas cinco medalhas de prata, uma menção honrosa e um prémio pecuniário de 200 francos atribuídos por ocasião das exposição escolares de 1868 a 1869. Com uma enorme preparação artística deslocou-se depois para Roma onde esteve desde Outubro de 1870 até Fevereiro de 1872. Entre muitos professores, teve o professor Júlio Monteverde.
Ele regressou ao seu país, Portugal, pouco tempo depois foi nomeado professor interino da Escola de Belas-Artes, lugar onde esteve durante três anos. 
Em 1873 foi iniciado na Maçonaria, na loja Regeneração Irlandesa do Grande Oriente Lusitano Unido.
Só em 1881 obteve uma nomeação efectiva do mesmo lugar. Simões de Almeida foi professor de desenho e mais tarde de escultura. Ele era conhecido como mestre Simões, foi o principal orientador artístico de várias gerações com discípulos famosos pela qualidade das suas obras. Aparentemente rude nas suas expressões, era, a despeito disso, uma espírito generoso e justo. Toda a sua vasta obra, denuncia uma austeridade impecável no puro academismo que professava. No desenho, uma disciplina que durante muito anos regeu na Escola de Belas-Artes de Lisboa. Ninguém no seu tempo, antes e depois da sua época, o teria excedido quanto ao rigor e à exacta observação da forma. Como mestre da aula de escultura deixou um vazio ainda hoje sentido e recordado.
A 8 de março de 1913, casou civilmente em Lisboa com Maria Bárbara Gomes (São Sebastião da Pedreira, Lisboa, c. 1864), filha do trabalhador Filipe Gomes, natural de Lisboa (freguesia de São Sebastião da Pedreira), e de Custódia Maria, doméstica, natural de Sintra (freguesia de São João das Lampas).
Morreu a 13 de dezembro de 1926, na Amadora, então uma freguesia do concelho de Oeiras, onde residia, depois de ter vivido na freguesia dos Mártires, em Lisboa.

## Obras
A lista dos seus trabalho é extensa. 
- O Saltimbanco;
- A Saudade;
- Inês de Castro;
- D. Sebastião, lendo Os Lusíadas;
- Agricultura;
- Camões;
- Infante D. Henrique;
- Vasco da Gama;
- Pedro Álvares Cabral;
- A Superstição;
- Safo;
- Estátua monumental do Duque da Terceira;
- A Vitória – uma das estátuas que ornamenta o monumento dos Restauradores de 1640;
- O túmulo de Guilherme Cossoul, no Cemitério dos Prazeres;
- As estátuas de Luz Soriano, e de Júlio César Machado, o famoso Cristo existente na capela dos Jerónimos, onde está o túmulo de Alexandre Herculano;
- O busto de Fontes Pereira de Melo na Câmara Corporativa.
- Uma das mais conhecidas e valiosas das suas estátuas é A Puberdade, em bronze, exposto em Paris em 1878, e actualmente no Jardim-átrio do Museu de Arte Contemporânea.

Simões de Almeida deixou na sua terra natal duas obras magníficas nascidas do seu talento: Cristo Crucificado – réplica da mesma imagem existente no Mosteiro dos Jerónimos; e Camões – mármore oferecido pelo autor ao Clube Figueirense, e que se encontra na sala de leitura dessa casa. A par destas, outras ainda podem citar-se embora de menor envergadura: um S. João Baptista, colocado no portal manuelino da igreja de Figueiró.